# Fadougou
Fadougou est une localité de la commune rurale malienne de Kéniéba, et du cercle de Kéniéba dans la région de Kayes.

## Géographie
La localité de Fadougou ou Nouveau Fadougou est située sur la rive droite de la Falémé et sur la route nationale RN 2 à 43 km au sud du chef-lieu de cercle Kéniéba.

## Histoire
En 2019, la localité est relocalisée sur le site de 110 ha de Nouveau Fadougou et construite en dur par la compagnie minière canadienne B2Gold à proximité de la mine d'or de Fékola.

## Infrastructures et services
La localité est desservie par les services suivants :
- école
- centre de santé
- une pharmacie
- marché de 52 hangars
- 2 chateaux d'eau, 16 bornes fontaines
- infrastructures sportives et culturelles
- mosquée

## Économie
La localité est située à proximité de la mine d'or de Fékola exploitée par la compagnie B2Gold depuis 2017.